# La Grande Aventure d'un chien en or
Pour plus de détails, voir Fiche technique et Distribution.
La Grande Aventure d'un chien en or (El camino de Xico) est un film d'animation mexicain, réalisé par Eric D. Cabello Diaz, sorti en 2020.
Il est sorti en salles au Mexique fin 2020, puis internationalement sur Netflix début 2021.

## Synopsis
Avec l'aide de son chien et de son ami, une petite fille va tenter de sauver la montagne à côté de laquelle elle vit et qu'une société veut détruire pour exploiter un gisement d'or.

## Fiche technique
Sauf indication contraire, les informations mentionnées dans cette section peuvent être confirmées par le générique de fin de l'œuvre audiovisuelle présentée ici, ainsi que par la base de données cinématographiques IMDb,  présente dans la section « Liens externes ».
- Réalisation : Eric D. Cabello Diaz
- Scénario : Enrique Rentería Villaseñor, adaptation de Carlos Pascual, sur une idée de Cristina Pineda, d'après les créations visuelles de Mayra Gabriela Aldana Castro (pour Copi) et Adrian Guerra (pour Xico)
- Musique : Magda Rosa Galbán et Juan Antonio Leyva
- Direction artistique : Magdalena Vázquez García
- Supervision de l'animation : Michel Guzman
- Design des personnages : Julián Van Borez, Rafael Luna Esparza et Hugo Morales Timal
- Décors : Uriel Leonardo Prado Soria
- Montage : Carlos Dayan Motta
- Effets spéciaux : Pedro Monteverde
- Production : Fernando de Fuentes, Jose C. Garcia de Letona, Alex Garcia, Cristina Pineda et Novie Rubio
- Société de production : Ánima Estudios (es)
- Sociétés de distribution : Cine Canibal (Mexique) ; Netflix (monde)
- Pays de production :  Mexique
- Langue originale : espagnol
- Genre : animation, fantastique, aventure
- Format : couleurs - 1,85:1
- Durée : 85 minutes
- Dates de sortie :
  - Mexique : 12 novembre 2020
  - Monde : 12 février 2021 (sur Netflix)

## Distribution

### Voix originales (espagnol)
Sauf indication contraire, les informations mentionnées dans cette section peuvent être confirmées par la base de données cinématographiques IMDb,  présente dans la section « Liens externes ».
- Pablo Gama Iturrarán "Mago Gamini" : Xico
- Verónica Alva : Copi
- Luis Angel Jaramillo : Gus
- Lila Downs : Nana Petra
- Elena Poniatowska : Cuca
- Verónica Castro : Carmen
- Enrique Guzmán : Don Viejo
- Álex Lora : Tlacuache
- Marco Antonio Solís : Tochtli
- Venado Azul : Victor Trujillo
- José Miguel Perez-Porrúa Suarez : Frevler
- Jay de la Cueva (en) : Mr. Wang
- Carla Medina : Lupita / femme de lumière

### Voix françaises
Sauf indication contraire ou complémentaire, les informations mentionnées dans cette section proviennent du générique de fin de l'œuvre audiovisuelle présentée ici.
- Cathy Cerda : mamie Petra
- Michel Mella : Tlacuache
- Pascal Casanova : Manuel
- Boris Rehlinger : Frevler
- Valérie Bescht : Copi
- Benjamin Bollen : Xico
- Enzo Ratsitp : Gus
- Jean-Loup Horwitz : Senior
- Ingrid Donnadieu : Carmen